# Viveca Serlachius
Viveca Elisabeth Marianne Serlachius Olsson, under en tid Olsson, född 2 mars 1923 i Helsingfors i Finland, död 9 januari 1993 i Engelbrekts församling i Stockholm, var en svensk skådespelerska. Hon var från 1954 gift med arkitekten Torbjörn Olsson (1916–1998).
1949 spelade hon Pippi Långstrump, i den första filmatiseringen av Astrid Lindgrens barnboksfigur. Serlachius var då 26 år gammal och hade året innan gjort samma roll i en teateruppsättning på Oscarsteatern. 

## Filmografi (urval)
- 1944 – Flickan och Djävulen
- 1945 – Resan bort
- 1947 – Nattvaktens hustru
- 1947 – Vår Herre tar semester
- 1947 – Jag älskar dig, Karlsson!
- 1949 – Skolka skolan
- 1949 – Pippi Långstrump
- 1950 – Motorkavaljerer
- 1950 – Fästmö uthyres
- 1950 – Frökens första barn
- 1952 – Trots
- 1952 – 69:an, sergeanten och jag
- 1954 – Brudar och bollar eller Snurren i Neapel

## Teater

### Roller (ej komplett)
| År   | Roll                       | Produktion                                                                       | Regi                                        | Teater                     |
| ---- | -------------------------- | -------------------------------------------------------------------------------- | ------------------------------------------- | -------------------------- |
| 1944 | Elsie                      | Livet är ju härligt William Saroyan                                              | Per Knutzon                                 | Helsingborgs stadsteater   |
| 1944 |                            | Markisinnan Noël Coward                                                          | Carlo Keil-Möller                           | Helsingborgs stadsteater   |
| 1945 | Louise                     | En förtjusande fröken Ralph Benatzky                                             | Max Hansen                                  | Vasateatern                |
| 1946 | Patricia Frame             | Morgondagens värld James Gow och Arnaud d'Usseau                                 | Martha Lundholm                             | Vasateatern Även turné     |
| 1948 | Tessie                     | Gröna hissen Avery Hopwood                                                       | Martha Lundholm                             | Vasateatern                |
| 1948 | Klärchen                   | Vita hästen Hans Müller och Ralph Benatzky                                       | Max Hansen                                  | Oscarsteatern              |
| 1948 | Pippi                      | Pippi Långstrump Astrid Lindgren och Per-Martin Hamberg                          |                                             | Oscarsteatern              |
| 1951 | Bubbles                    | Vem är Sylvia? Terence Rattigan                                                  | Martha Lundholm                             | Vasateatern                |
| 1952 | Mrs Macphail               | Regn John Colton och Clemence Randolph                                           | Martha Lundholm                             | Vasateatern                |
| 1952 | Angela                     | Familjens vita får (The White Sheep of the Family) L. du Garde Peach och Ian Hay | Per-Axel Branner                            | Nya Teatern Folkparksturné |
| 1953 | Margaretha, piga hos Propp | Positivhataren August Blanche                                                    | Gösta Terserus                              | Parkteatern                |
| 1958 | Niècen                     | Baronessan Iwo Wiklander                                                         | Nanny Westerlund                            | Apolloniateatern           |
| 1963 |                            | Pyjamasleken George Abbot, Richard Bisell, Richard Adler, Jerry Ross             | Carl-Gustaf Kruuse af Verchou Mille Schmidt | Idéonteatern               |